# Julià l'Apòstata
Flavi Claudi Julià (llatí: Flavius Claudius Julianus; 331/332 - 26 de juny del 363), anomenat pels cristians Julià l'Apòstata, fou un emperador romà que governà des del 361 fins al 363. També fou un notable filòsof, que va escriure en llengua grega. De petit es va salvar de la massacre que va seguir la mort de Constantí el Gran. Fou nomenat successor pel seu cosí Constanci II, que no tenia fills i li va confiar la seguretat de les fronteres de la Gàl·lia, on va adquirir una bona reputació, fins al punt que bona part de les tropes el preferien. Gairebé es va arribar a la guerra civil si no fos perquè Constanci va morir d'una malaltia. Julià considerava la cort dels seus predecessors ineficient, corrupta i massa cara de mantenir, per tant va fer retallar en personal i es va encarregar personalment del govern, participant en les discussions del senat i fent-se nomenar primus inter pares. La seva política es va encaminar a reduir la implicació de l'imperi en els assumptes de les ciutats, a les quals va donar major autonomia, reduint la burocràcia. Va ser crític amb l'actitud hipòcrita dels cristians i va permetre tots els cultes, tornant a les tradicions romanes. Va morir en una campanya contra els perses.

## Joventut
Julià era fill de Juli Constantí i de la seva segona esposa Basilina. Els seus avis paterns foren l'emperador Constanci Clor i la seva segona esposa Flàvia Maximiana Teodora. El seu avi matern fou Ceioni Julià Cameni. El pare de Julià era germanastre de l'emperador Constantí el Gran.
Durant la seva infantesa, Julià va haver de veure l'assassinat de la seva família perpetrat pel seu cosí, l'emperador Constanci II. Tal com ell mateix declarà, aquest fou l'inici de la seva actitud escèptica envers el cristianisme, la religió de Constanci II i de Constantí el Gran. Salvat miraculosament de les matances del 337, el jove Julià i el seu germanastre Constanci Gal foren retinguts al domini imperial de Macèl·lum (Capadòcia).
Julià va estudiar primer a Atenes i va tenir com a companys els futurs bisbes i sants Gregori de Nissa i Basili de Cesarea el Gran. Després va continuar la seva educació a Constantinoble on va tenir com a mestres l'eunuc Mardoni i Eusebi de Nicomèdia, Per por que no es agafés massa prestigi a la cort, l'any 351 el va enviar a Nicomèdia, a viure en una vil·la heretada de la seva àvia, però li va prohibir que assistís a les classes de Libani. Des d'allà va marxar a Pèrgam, cercant algun mestre que l'introduís en el neoplatonisme. També va viatjar a Efes per conèixer el mitraisme. Després va tornar a Nicomèdia on va rebre la visita del seu germanastre Constanci Gal, davant del qual es va fer passar per cristià.

## Ascens al poder
El 351, Constanci Gal fou nomenat cèsar de les províncies d'Orient; ara bé, acusat de rebel·lió, Constanci II el destituí i el feu executar el 354. Aleshores, el 355 l'emperador cridà Julià a Milà, que no tenia fills, li va oferir en matrimoni la seva germana Helena, i el nomenà cèsar, títol que l'acreditava com a successor.
Constanci II va confiar a Julià la lluita contra les tribus germàniques que intentaven envair l'Imperi Romà. Va vèncer a Duodecimum (Autun) el 356, va reconquerir Colonia Agrippina, l'actual ciutat alemanya de Colònia, (356) i va vèncer a Sens (356-357), a Lugdúnum (357), al Rin (357), i derrotà els alamans a Argentorat en 357 i a Transrenània (359). Va restaurar la línia defensiva de fortificacions romanes al Rin, que havia quedat greument malmesa durant la guerra civil entre l'usurpador Magnenci i l'emperador Constanci II, aconseguint que es mantingués intacta durant cinquanta anys reconstruint la flota del Rin i les fortaleses destruïdes, va repoblar amb presoners els camps de les Gàl·lies, va reduir (en un 75%) l'impost d'indiccions i va administrar personalment les regions devastades.
El 359 Constanci II va ordenar a Julià d'enviar tropes des de la Gàl·lia cap a orient. En resposta, les tropes, reclutades en la seva major part a les Gal·lies, i l'únic desig de les quals era defensar la frontera del Rin per evitar les devastacions en la seva terra, es van rebel·lar i proclamaren Julià emperador. Julià primer s'hi va negar però davant l'actitud amenaçadora dels soldats, va haver d'accedir. Va escriure a Constanci explicant-li el succeït i prometent-li fidelitat si li ratificava la confiança (360). Constanci va exigir la submissió completa i incondicional de Julià i aquest va passar ràpidament a l'ofensiva abans de donar temps al seu rival a preparar-se. A partir del novembre va començar a fer servir el títol d'august en les monedes i va celebrar uns magnífics jocs en celebració de la seva ascensió al tron. Julià va fer avançar les seves tropes cap a l'est amb l'excusa que hi havia un bàrbar anomenat Vadomari fent incursions a la frontera de la Rècia. Constanci, que estava a la frontera persa, va tornar precipitadament; uns partidaris seus van prendre la ciutat d'Aquileia per tallar l'avanç de Julià, però uns 23.000 homes partidaris de Julià van assetjar la ciutat. Això hauria hagut de ser l'inici d'una guerra civil dins de l'Imperi Romà, que no va donar-se per la mort de Constanci II qui, malgrat tot, en el seu testament reconeixia Julià com el seu legítim successor. Constanci va morir de febre prop de Tars i de Mopsuèstia o Mopsócrenes (3 de novembre del 361).
Des d'aleshores, Julià es va declarar ferm partidari del culte pagà (fins aleshores havia estat formalment cristià però en privat ja havia manifestat la seva preferència per les creences paganes), tal com li aconsellaven el seu preceptor Mardoni i el filòsof Màxim. Considerava el cristianisme com un element dissolvent de la societat romana.
Acollit amb entusiasme en tot l'imperi (fins i tot en la part oriental) per les referències del seu bon govern en la prefectura de les Gàl·lies on aconseguí que les despeses pressupostàries de la Gàl·lia es reduïssin a un terç sense deixar de cobrir totes les despeses governamentals, va posar en marxa una campanya contra la corrupció expulsant nombrosos elements de la cort de Constantinoble, reduint el personal a l'estrictament necessari i va prendre en ses mans l'administració financera i judicial. Rebutjà el títol de Dominus, va restablir el cerimonial propi de les magistratures republicanes i va prendre part activa en les discussions del senat.

## Política religiosa

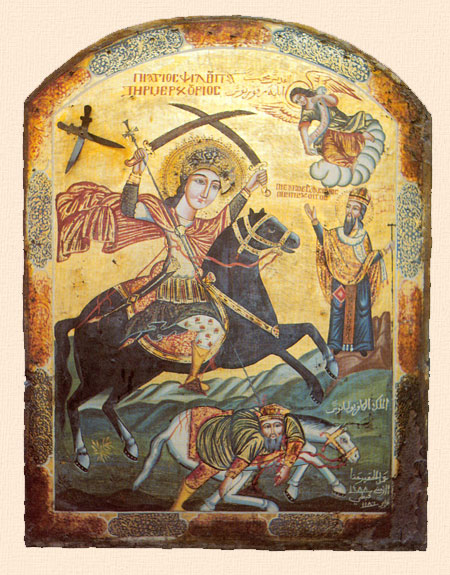
Sant Mercuri matant Julià en una icona copta de l'església de Sant Mercuri del Caire

A Julià se'l coneix per l'Apòstata perquè va abjurar del cristianisme i va tornar al paganisme. Va posar fi a la persecució dels pagans i a la destrucció de temples que s'havia iniciat amb Constantí el Gran, l'emperador que havia començat a afavorir el cristianisme com a nova religió de l'Imperi Romà.
El paganisme de Julià, però, no era pas el culte cívic dels temps de l'Alt Imperi Romà (44 aC-284), sinó una mena de versió màgica de la filosofia clàssica denominada de vegades teúrgia o també neoplatonisme. Segons el pensador cristià Sòcrates Escolàstic, Julià es creia que era la reencarnació d'Alexandre el Gran, ja que creia en la transmigració de les ànimes, ensenyada per Plató i Pitàgores.
Gran part de la política de Julià va anar encaminada a desfer la resistència dels cristians al restabliment del paganisme. L'Església Ortodoxa venera els sants Juventí i Màxim, els quals, segons la tradició cristiana, eren dos guàrdies de Julià cristians que desobeïren l'ordre de l'emperador de ruixar amb sang d'un sacrifici tot el menjar del mercat d'Antioquia i totes les fonts d'aquesta ciutat, amb la qual cosa, els cristians s'haurien quedat sense poder menjar, ja que no podien consumir uns aliments contaminats per la sang d'un sacrifici pagà. Per la seva desobediència, Juvencí i Màxim foren executats.
En el seu edicte sobre les escoles, Julià va prohibir als mestres cristians d'usar obres d'escriptors pagans, com ara la Ilíada d'Homer, que constituïen la base de l'educació per aprendre la llengua grega. L'objecte d'aquesta mesura era eliminar el poder de les escoles cristianes d'influir en els joves estudiants i, sobretot, un atac a allò que l'emperador considerava una actitud hipòcrita com l'era el fet que, per una banda, els cristians consideraven la Bíblia com a única font de coneixement, però, per l'altra, ensenyaven també textos pagans, el coneixement dels quals resultava indispensable a la societat romana.
El 362 va decretar un edicte de tolerància, que permetia la reobertura dels temples pagans, la restitució de les propietats que havien estat confiscades als pagans i també el retorn dels bisbes cristians dissidents enviats a l'exili per l'Església; amb aquesta darrera mesura, Julià potser es proposava minar el poder del cristianisme afavorint-hi l'esclat de cismes i divisions. L'essencial de la religió pagana no era, a diferència de la religió cristiana, el dogma o la revelació, sinó el seu valor moral assequible a tots els ciutadans. Ordenava també que els eclesiàstics desterrats per heretges, tornessin del desterrament, i suprimia els privilegis del clergat.
A més va intentar establir per a la religió pagana una estructura similar a la cristiana: mestres pagans (els mestres haurien de pertànyer exclusivament a aquesta religió), capellans pagans (els capellans oficials havien de ser pagans), institucions benèfiques paganes (les institucions benèfiques es finançarien amb fons de l'Estat), magistrats pagans (els magistrats haurien de provenir exclusivament del paganisme, i es va prohibir l'accés dels adeptes d'altres cultes a les magistratures), etc. Va redactar una pregària al Sol i creà una organització jeràrquica del paganisme en totes les províncies, amb un pontífex màxim o Superior en cadascuna d'elles. Les seves reformes van portar aviat la discòrdia a les comunitats, i hi va haver enfrontaments entre pagans i cristians.
El maig de 362 va marxar de Constantinoble, i a mitjans de juliol va arribar a Antioquia, com a etapa de la seva campanya militar contra l'Imperi Persa i s'hi va quedar durant uns mesos. Es va adonar que al temple d'Apol·lo havien substituït l'estàtua del déu pels ossos del bisbe Babylas i va ordenar traslladar les restes del difunt a una sala annexa al temple, amb això va provocar una manifestació de cristians molt irats. Poc després el temple fou destruït per un incendi i com que creia que això havia estat cosa dels cristians, Julià va ordenar el tancament de la principal església de la ciutat, tot i que les investigacions van concloure que havia estat un accident.
Continuant el viatge cap a Pèrsia, Julià va aturar-se a Jerusalem davant de les ruïnes del Temple de Salomó; aleshores, seguint la seva política d'afavorir qualsevol altra religió diferent del cristianisme, va ordenar la reconstrucció del Temple. El fracàs de la reconstrucció del Temple s'acostuma a atribuir a un terratrèmol, freqüent a la regió, i a l'actitud ambivalent dels jueus sobre el projecte. El sabotatge és una possibilitat, com també ho és un incendi accidental. La intervenció divina era un punt de vista comunament acceptat pels escriptors eclesiàstics de l'època.

## Mort
El 362, Julià va sortir de Constantinoble per començar la seva campanya militar contra l'Imperi Persa. Un any més tard, el 26 de juny del 363, Julià va morir en la batalla de Samarra, poc després de la victòria obtinguda en la batalla de Ctesifont. Estava tan confiat de la victòria, o potser era tan distret, que no duia posada l'armadura, per la qual cosa va resultar mortalment ferit per un dard.
Libani afirma que Julià fou assassinat per un soldat cristià que se sentia ofès en les seves creences pel paganisme de l'emperador. Ara bé, aquesta afirmació no gaudeix de l'aprovació ni d'Amià Marcel·lí ni d'altres historiadors de l'època.
A petició de Julià el seu cos fou enterrat a Tars, però més endavant el van traslladar a Constantinoble.

## En la literatura
Hom considera apòcrifa la tradició que abans de morir, Julià digués Vicisti, Galilæe ('Has vençut, Galileu'), paraules amb què expressaria la seva consciència que, al final, el cristianisme s'imposaria com a religió de l'Imperi Romà. Galileu era la paraula amb què Julià es referia a Crist.
«Vicisti, Galilæe» és la frase que introdueix l'Himne a Prosèrpina, el poema d'Algernon Swinburne, compost el 1866, en què l'autor imagina quins haurien pogut ser els sentiments de Julià en el moment de la seva mort davant del previsible triomf del cristianisme.
La vida i regnat de Julià l'Apòstata van inspirar l'obra teatral d'Henrik Ibsen Emperador i Galileu, com també la novel·la històrica de Gore Vidal Julià, escrita el 1964, i Déus i legions de Michael Curtis Ford publicada el 2002.

## Obres

Iulianu autokratoros ta sozomena, 1696

Julià va escriure unes quantes obres en grec, algunes de les quals ens han arribat
- Himne al Rei Helios, on explica el seu punt de vista sobre la religió romana.
- Himne a la Mare dels Déus, on defensa la tradició hel·lenística i romana.
- Dos panegírics a Constanci, escrit per assegurar-li a Constanci que estava de la seva part.
- Κατὰ Χριστιανξῶν, («Sobre la cristianitació») refutació de la religió cristiana en set llibres, obra perduda.
- Περὶ τῶν τριῶν σχημάτων, obra perduda
- Περὶ τοῦ πόθεν τὰ κακὰ κατὰ τοὺς ἀπαιδεύτουδ, obra perduda
- Τὰ καλούμενα Κπόνια, obra perduda
- Memòries de les campanyes a la Gàl·lia, obra perduda
- Diari, perdut
- Es conserven més de 80 cartes
- Tres petits poemes a l'antologia grega

Aquestes es consideren obres no gaire accessibles a un lector modern, perquè les obres religioses impliquen moltes especulacions filosòfiques i, per altra banda, els panegírics a Constanci II són molt formals i molt elaborats en l'estil. Per altra banda, es consideren més assimilables per a un lector modern les següents obres: 
- Ἀντιοχικὸς ἢ μισοτώλων, L'Antioquià, o L'enemic de les Barbes, anomenada també Μισοτώλων, Misopogon: Una sàtira sobre les efeminades formes dels habitants d'Antioquia escrita durant la seva estada a la ciutat on exposa l'enfrontament amb els seus súbdits locals que se'n reien de la seva barba d'estil antic i del seu aspecte massa descurat per a un emperador mentre que els antioquians s'afaitaven curosament cada dia.[31]

- Καίσαπες ἢ Συμτόσιον, Cèsars i el Banquet, composició humorística d'un banquet entre els més notables dels emperadors romans, incloent-hi Alexandre el Gran. Això era una sàtira contra Constantí el Gran, el valor del qual com a cristià i com a dirigent de l'imperi, Julià qüestiona seriosament.

- Contra els Galileus: una crítica al cristianisme, que només coneixem parcialment a partir de la refutació que n'escrigué Ciril d'Alexandria titulada Contra Julià.

### Traduccions catalanes
- El banquet dels cèsars, traducció d'Àngel Martín. Martorell: Adesiara, 2009.[32]
- L'enemic de la barba, traducció de Pau Sabaté. Martorell: Adesiara, 2016.[33]